# ال کوارتان
ال کوارتان (به اسپانیایی: El Cuartón) یک منطقهٔ مسکونی در اسپانیا است که در تاریفا واقع شده‌است. ال کوارتان ۱۶۴ نفر جمعیت دارد.